# Норт, Томас
Томас Норт (англ. Thomas North, 1535, Лондон — 1604, там же) — английский судья, прославившийся как переводчик, прежде всего — Плутарха.

## Биография

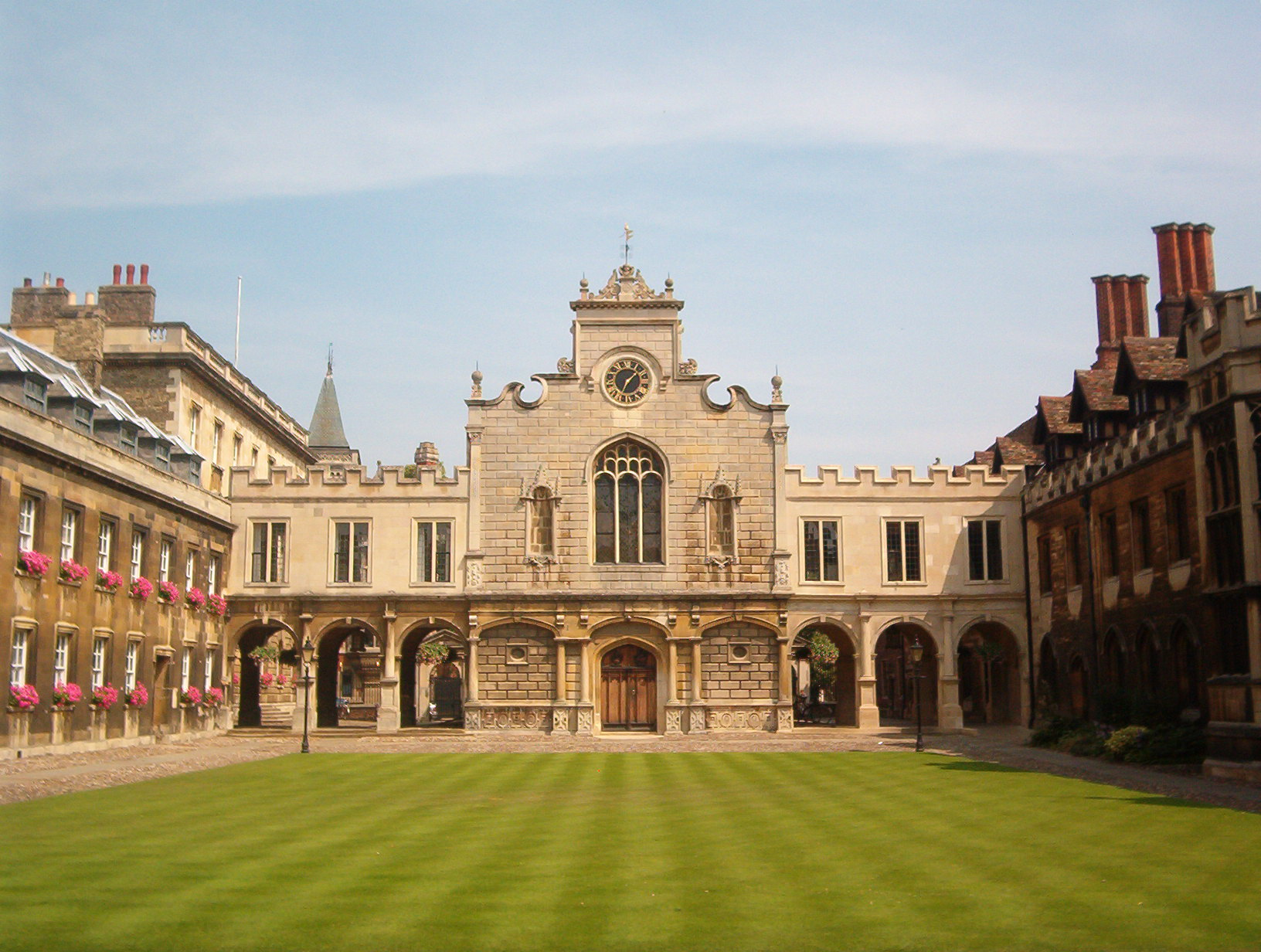
Старый двор Питерхауса

Второй сын юриста и политика, барона Эдварда Норта. Предположительно, закончил старейший из колледжей Кембриджа, Питерхаус. В 1557 году вступил в Линкольнс-Инн.
В 1574 году вместе со старшим братом Роджером нанес визит французскому двору. При нашествии Непобедимой армады служил капитаном. Посвящён в рыцари (1591). Значится в списках мировых судей Кембриджа в 1592 и 1597 годах. В 1601 году получил скромную пенсию от королевы Елизаветы.

## Литературное творчество
Переводил с французского и итальянского; предположительно, владел испанским. Перевел — с французского перевода — Золотую книгу Антонио де Гевары (1557, компендиум морально-философских Размышлений Марка Аврелия в форме биографического романа), Панчатантру (1570, с итальянского переложения). Но прославлен прежде всего переводами Жизнеописаний Плутарха, сделанными с французских переводов Жака Амио (1579, посвящено королеве Елизавете; расширенные издания — 1595 и 1603).

## Наследие и признание
Переводы Норта из Плутарха не только послужили источником сюжетов и мотивов, в частности, для Шекспира, но и оказали значительное влияние на прозу английского барокко (Джон Лили).